# Everybody's Trying to Be My Baby
"Everybody's Trying to Be My Baby" är en sång av den amerikanska rockabilly- och rock & rollsångaren Carl Perkins, utgiven 1957. Sångens text är baserad på countrysången med samma namn av musikern Rex Griffin från 1934, medan sångens melodi kommer från sångerna "Move It On Over" och "Mind Your Own Business" av Hank Williams. Samma melodi användes även av Bill Haley och hans grupp The Comets i sången "Rock Around the Clock" från 1954.
Sången spelades in 1956 vid Sun Studio i Memphis, Tennessee med Sam Phillips som producent, och sången släpptes tillsammans med Carl Perkins debutalbum Dance Album of Carl Perkins från 1957.

## Coverversioner

### The Beatles
The Beatles spelade in sin version av "Everybody's Trying to Be My Baby" den 18 oktober 1964 vid EMI Recording Studios (nuvarande Abbey Road Studios) i London, med George Harrison som huvudvokalist. Anledningen till inspelningen var att man hade ont om egenkomponerade sånger till inspelningssessionerna för albumet Beatles for Sale den 18 oktober, vilket resulterade i att man spelade in ett antal coverversioner, där "Everybody's Trying to Be My Baby" blev en av dem. George Harrisons sång blev dubblerad och även starkt bearbetad av en så kallad STEED-effekt, som enkelt beskrivet betyder att man skapar en delayeffekt i en bandspelare, vilket i sin tur skapar ett ekoljud. STEED-tekniken uppfanns vid EMI Recording Studios av ljudteknikern Gwynne Stock i slutet av 1950-talet, och effekten har även använts i andra sånger av The Beatles, bland annat "Paperback Writer" från 1966 samt "Revolution 9" och "Birthday" från 1968. Effekten används även på samlingsalbumet Anthology 1 från 1995.
Sången kom med på albumet Beatles for Sale, utgivet den 4 december 1964 i Storbritannien, och i USA och Nordamerika den 15 december samma år på albumet Beatles '65. Sången finns även med på samlingsalbumen Anthology 2 (från gruppens konsert vid Shea Stadium i augusti 1965) och Rock 'n' Roll Music, samt livealbumet Live at the Hollywood Bowl från 2016. The Beatles spelade även sången för BBC:s radioprogram Pop Go The Beatles (i juni 1963) och Saturday Club (i november 1964). Den senare inspelningen finns med på albumet Live at the BBC.
1985 spelade George Harrison sången tillsammans med Carl Perkins under TV-konserten Blue Suede Shoes: A Rockabilly Session som senare släpptes som livealbum 1986.

#### Medverkande
- George Harrison – sång, sologitarr
- John Lennon – akustisk kompgitarr
- Paul McCartney – basgitarr
- Ringo Starr – trummor, tamburin

Medverkande enligt webbplatsen The Beatles Bible.

### Andra coverversioner
- Johnny Cash, Tom Petty and the Heartbreakers och Carl Perkins, släppt 2003 på samlingsboxen Unearthed, inspelad i mitten av 1990-talet.
- Bruce Springsteen under en konsert som en hyllning till Carl Perkins efter hans död, 1998.